# Holger Danske (film 1913)
Holger Danske è un cortometraggio muto del 1913 diretto da Eduard Schnedler-Sørensen. Il film, basato sul personaggio leggendario di Holger Danske, fu prodotto in Danimarca dalla Fotorama.

## Produzione
Il film fu prodotto dalla Fotorama.

## Distribuzione
In Danimarca, il film uscì nelle sale il 17 febbraio 1913 distribuito dalla Fotorama.